# 許銘傑
許 銘傑（シュウ・ミンチェ、1976年12月1日 - ）は、台湾（中華民国）・高雄県鳳山市出身の元プロ野球選手（投手、右投右打）、プロ野球コーチ。
2011年から2013年までの登録名は「ミンチェ」。

## 経歴

### 来日前
1998年、TMLのシーズン中に、二次補足指名ドラフトで台中金剛から指名を受け、入団した。
1998年12月に開催されたバンコクアジア競技大会の野球チャイニーズタイペイ代表に選出された。

### 西武時代
2000年に西武ライオンズに入団。台湾プロ野球との選手獲得紳士協定解除後の最初の入団選手で、かつて西武で活躍した郭泰源にちなみ、「郭泰源二世」と呼ばれて期待され、同年は一軍で6勝をあげた。
2001年は視力矯正のためにメガネをかけコントロールが向上した。あと5イニングを自責点4以内に抑えれば規定投球回数に到達し最優秀防御率のタイトルが確定するという状況でシーズン最後の登板を迎えたが5回8失点と打ち込まれてしまいタイトルを逃した。それでも来日初の2桁となる11勝を挙げ規定投球回にギリギリながら到達した。
2002年は9勝に終わり、規定投球回にも到達できなかったがチームのリーグ優勝に貢献した。
2003年は不調で19試合で4勝に留まり防御率も5点台に終わった。同年はアテネオリンピック進出を懸けた台湾代表として出場し、アジア野球選手権で日本代表戦に先発した。
2004年は中継ぎを中心に27試合に登板したが、昨年に続き4勝に終わった。
2005年は4試合の登板に終わった。
2006年はサイドスローへ挑戦するが、上体が高く、思うように球がコントロールできなかったため終盤に再び元に戻した。先発ローテーションの谷間に数試合先発したが結果を残せず、その後はロングリリーフ要員となり、最終的に登板は19試合に終わった。
2007年は許に加えジェイソン・ジョンソン、アレックス・グラマン、クリストファー・ギッセルと4人の先発投手タイプの外国人が所属した。その中で許は主に先発投手が早い回で降板した際のロングリリーフを任され、15試合に登板。一時は防御率2点台となるが、最終的には防御率4.88に終わった。
2008年は5月18日の対東北楽天ゴールデンイーグルス戦で2年ぶりの先発勝利を挙げ、その後は日程の関係で中継ぎを任されたが安定感を欠き、17試合の登板で防御率5.12に終わった。アジアシリーズでは外国人選手で唯一出場枠に登録され、予選の対天津ライオンズ戦に先発したが、2回を4安打2失点で降板した。
2009年の春季キャンプにおいて行われたインタビューに日本語で受け答えしていた。これは2009年度より単数契約になり、通訳がいなくなったためである。シーズンでは中継ぎとして開幕一軍を勝ち取り、一度は降格されるが8月後半に再昇格。久々に完投勝利を挙げ、残留も約束された。しかし、最終的に16試合の登板に留まり、4年連続で登板は20試合未満に終わった。ヒーローインタビューでは片言ながら一人で受け答えしていた。同年は埼玉西武ライオンズファン感謝の集いにも参加した。
2010年は開幕から先発ローテーションに食い込み、ダルビッシュ有等各チームのエース級との対戦や打線の援護に恵まれずに勝ち星は増えなかったが、岸孝之・石井一久ら主力投手が相次いで離脱した苦しい時期を平野将光・西口文也と共に裏ローテのエースとして支え、投球回数は2002年以来8年ぶりに100イニングを超えた。しかし後半戦になると調子を崩し気味になり、9月に降格してシーズンを終えた。本人が「初球から攻めていく」と話していたように、ファーストストライクを取ることを心がけた結果、前年よりも四球率が格段に良くなった。シーズンは22試合に登板し、7勝をマーク。12月24日に登録名を「ミンチェ」にすることが発表された。
2011年はロングリリーフとしてスタートする。平野の二軍落ちで5月7日の対楽天戦で先発を任されると、2002年8月21日の対福岡ダイエーホークス戦以来9年ぶりとなる完封勝利を挙げた。故障で出遅れていた岸が復帰すると再び中継ぎに回り、他のリリーフの不調などで重要なセットアップマンとしての役割を任されるようになった。6月1日に出場登録日数が8年に達し、国内FA権を取得した。その後も6月12日の対阪神タイガース戦でプロ初セーブを記録するなど好調を維持していたが、8月16日の投球練習中に右脇腹を痛め戦線離脱。9月16日に一軍復帰を果たし、同日の対楽天戦に登板したが、1死しか取れず4失点で降板（試合は勝利）。これにより一時は0点台だった防御率が2点台に落ちた。それでも最終的にはチーム2位の49試合に登板し、6勝2敗1セーブ22ホールド、防御率1.98の成績を残し、チームの最下位から浮上してのクライマックスシリーズ進出に貢献した。

### オリックス時代

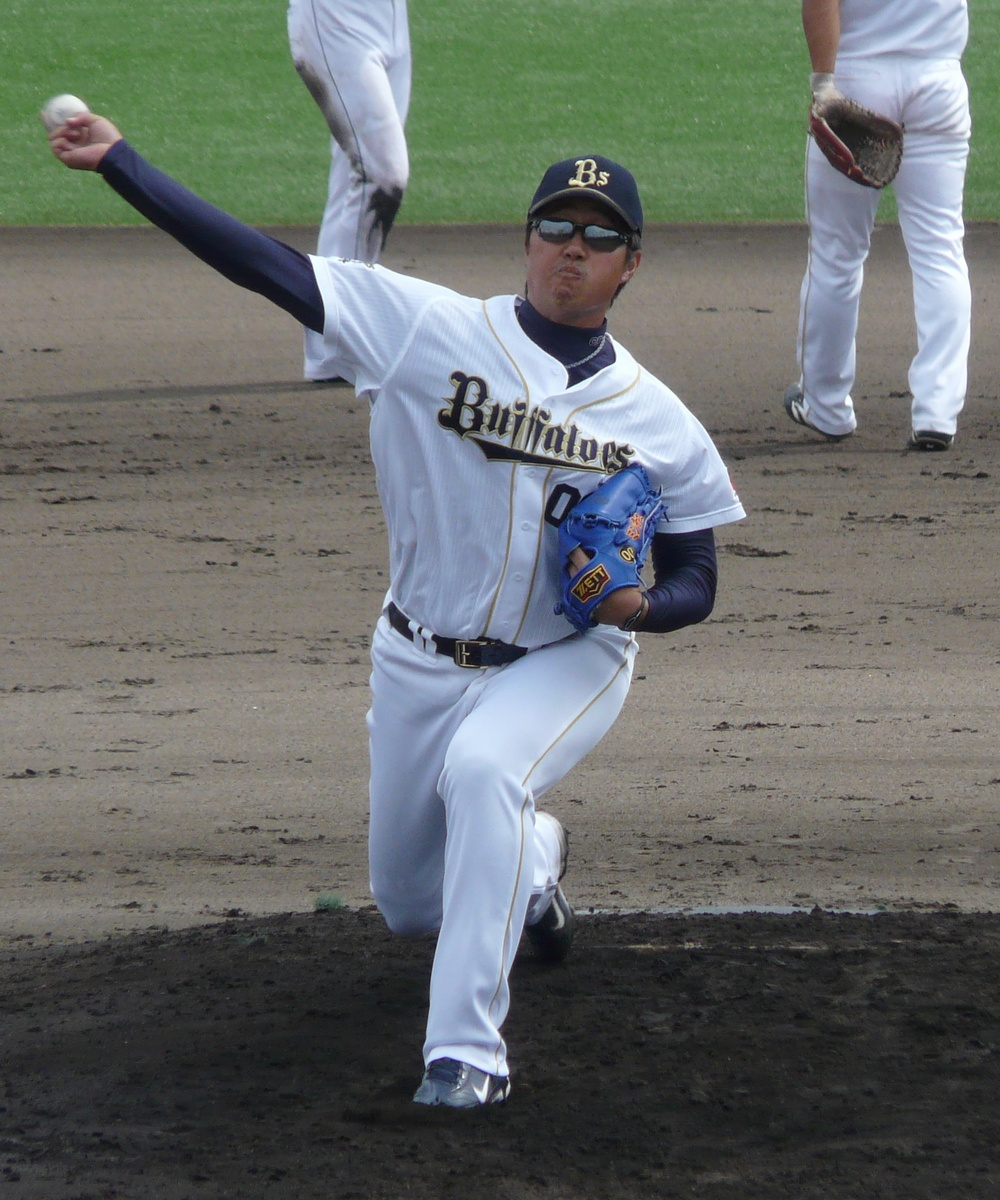
オリックス・バファローズ時代
（2012年7月14日、神戸サブ球場）

2011年シーズンオフの12月12日、FA権を行使してオリックス・バファローズへ移籍。日本プロ野球では初のFA権を行使して移籍した外国人選手となった。また、オリックスにとって球団合併後に獲得した初めてのFA獲得の選手となった。2012年より、前年に国内FA権を取得したことにより外国人枠が適用されず日本人選手と同じ扱いとなる。
2012年は新天地でもリリーフの一角として開幕一軍入りを果たす。しかし、福岡ソフトバンクホークスとの開幕第2戦で1点リードの7回裏に登板するも、本多雄一に満塁走者一掃の適時打を浴びて逆転負けを喫し、その後も開幕から8試合で防御率11.12と精彩を欠いた投球が続き、4月22日には登録を抹消された。交流戦から一軍に合流し、5月19日の対東京ヤクルトスワローズ戦で3点をリードした直後の延長11回裏に登板し、無失点に抑えて移籍後初のセーブを挙げ、チームの連敗を6で阻止した。しかし、5月23日の対阪神戦で押し出し四球を与えるなど3失点し降板すると、監督の岡田彰布が「逃げる投手はいらんよ。ファームやん」と怒り心頭だったこともあり、翌日には再び登録を抹消された。7月16日に再昇格してからはまずまずの投球を見せたが、接戦の場面で打たれることも多く、移籍1年目は37試合の登板で3敗1セーブ10ホールド、防御率5.29に終わった。
2013年は一軍ではわずか1試合の登板にとどまり、10月5日に戦力外通告された。

### 台湾復帰

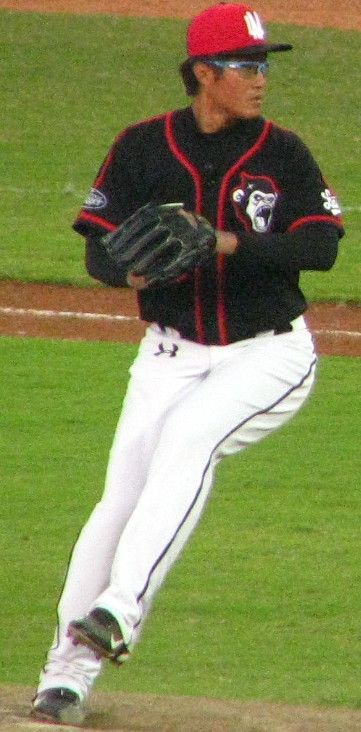
Lamigoモンキーズ時代
(2014年7月19日)

2013年11月28日に中華職業棒球大聯盟のLamigoモンキーズよりドラフト2巡目で指名を受け、2014年1月7日、Lamigoと正式契約した。
2015年12月にLamigoを退団し中信兄弟に移籍した。
2016年シーズン終了後に現役引退。

### 現役引退後
引退後の2017年、そのまま中信兄弟の投手コーチに就任。
2018年から、埼玉西武ライオンズの二軍投手コーチに就任した。5年ぶりの日本球界復帰となる。登録名は「許銘傑」。ユニフォームの背ネームは「MING-CHIEH」となる。2020年限りで契約満了のため退団した。
2021年から、中華職業棒球大聯盟の楽天モンキーズの一軍投手コーチに就任した。
2024年9月3日のオリックス-西武戦(ほっともっと神戸)において、彼の両球団での活躍にちなみ、実娘が始球式を行った。同年10月21日に楽天から再契約不可の通知を受け、
退団した。
2025年1月13日、富邦ガーディアンズのブルペンコーチに就任した。

## 選手としての特徴
スリークォーターから平均球速約140km/h、最速148km/hのストレートとスライダー、シュートによる横の揺さぶりを使った、打たせて取るピッチングスタイル。変化球は他にカットボール、カーブ、フォーク、チェンジアップなど多彩だった。

## 詳細情報

### 年度別投手成績
| 年 度     | 球 団      | 登 板 | 先 発 | 完 投 | 完 封 | 無 四 球 | 勝 利 | 敗 戦 | セ 丨 ブ | ホ 丨 ル ド | 勝 率 | 打 者 | 投 球 回 | 被 安 打 | 被 本 塁 打 | 与 四 球 | 敬 遠 | 与 死 球 | 奪 三 振 | 暴 投 | ボ 丨 ク | 失 点 | 自 責 点 | 防 御 率 | W H I P |
| --------- | ---------- | ----- | ----- | ----- | ----- | -------- | ----- | ----- | -------- | ----------- | ----- | ----- | -------- | -------- | ----------- | -------- | ----- | -------- | -------- | ----- | -------- | ----- | -------- | -------- | ------- |
| 1998      | 金剛       | 17    | 16    | 4     | 2     | 0        | 7     | 4     | 0        | --          | .636  | 489   | 118.0    | 103      | 4           | 42       | 7     | 1        | 81       | 3     | 0        | 38    | 33       | 2.52     | 1.23    |
| 1999      | 金剛       | 29    | 24    | 10    | 4     | 1        | 15    | 6     | 0        | --          | .714  | 830   | 194.1    | 196      | 8           | 55       | 9     | 5        | 123      | 12    | 1        | 85    | 61       | 2.83     | 1.29    |
| 2000      | 西武       | 28    | 21    | 1     | 1     | 0        | 6     | 7     | 0        | --          | .462  | 563   | 126.0    | 129      | 12          | 65       | 2     | 4        | 66       | 0     | 0        | 77    | 64       | 4.57     | 1.54    |
| 2001      | 西武       | 27    | 25    | 1     | 1     | 0        | 11    | 6     | 0        | --          | .647  | 606   | 140.0    | 140      | 12          | 64       | 1     | 3        | 67       | 5     | 0        | 59    | 54       | 3.47     | 1.46    |
| 2002      | 西武       | 20    | 20    | 2     | 2     | 1        | 9     | 7     | 0        | --          | .563  | 510   | 118.1    | 124      | 10          | 30       | 1     | 4        | 88       | 2     | 0        | 57    | 48       | 3.65     | 1.30    |
| 2003      | 西武       | 19    | 11    | 1     | 0     | 0        | 4     | 2     | 0        | --          | .667  | 320   | 70.0     | 81       | 8           | 35       | 0     | 4        | 43       | 3     | 0        | 42    | 40       | 5.14     | 1.66    |
| 2004      | 西武       | 27    | 6     | 0     | 0     | 0        | 4     | 3     | 0        | --          | .571  | 280   | 64.0     | 70       | 4           | 30       | 1     | 2        | 26       | 3     | 1        | 34    | 31       | 4.36     | 1.56    |
| 2005      | 西武       | 4     | 0     | 0     | 0     | 0        | 0     | 0     | 0        | 1           | ----  | 27    | 5.2      | 9        | 2           | 4        | 0     | 0        | 4        | 0     | 0        | 4     | 4        | 6.35     | 2.29    |
| 2006      | 西武       | 19    | 3     | 0     | 0     | 0        | 1     | 4     | 0        | 1           | .200  | 190   | 42.2     | 46       | 8           | 17       | 2     | 2        | 26       | 4     | 0        | 28    | 26       | 5.48     | 1.48    |
| 2007      | 西武       | 15    | 0     | 0     | 0     | 0        | 0     | 1     | 0        | 1           | .000  | 102   | 24.0     | 27       | 3           | 8        | 1     | 1        | 8        | 1     | 1        | 14    | 13       | 4.88     | 1.46    |
| 2008      | 西武       | 17    | 2     | 0     | 0     | 0        | 1     | 3     | 0        | 3           | .250  | 151   | 31.2     | 37       | 1           | 22       | 1     | 1        | 11       | 4     | 0        | 21    | 18       | 5.12     | 1.86    |
| 2009      | 西武       | 16    | 4     | 1     | 0     | 0        | 1     | 2     | 0        | 1           | .333  | 179   | 40.1     | 42       | 3           | 21       | 3     | 3        | 21       | 1     | 0        | 20    | 17       | 3.79     | 1.56    |
| 2010      | 西武       | 22    | 20    | 1     | 0     | 0        | 6     | 9     | 0        | 0           | .400  | 529   | 120.2    | 150      | 13          | 28       | 0     | 2        | 62       | 4     | 1        | 75    | 61       | 4.55     | 1.48    |
| 2011      | 西武       | 49    | 1     | 1     | 1     | 0        | 6     | 2     | 1        | 22          | .750  | 259   | 68.1     | 48       | 2           | 10       | 1     | 4        | 40       | 4     | 0        | 17    | 15       | 1.98     | 0.85    |
| 2012      | オリックス | 37    | 0     | 0     | 0     | 0        | 0     | 3     | 1        | 10          | .000  | 148   | 32.1     | 38       | 2           | 16       | 2     | 1        | 14       | 2     | 0        | 19    | 19       | 5.29     | 1.67    |
| 2013      | オリックス | 1     | 0     | 0     | 0     | 0        | 0     | 0     | 0        | 0           | ----  | 7     | 1.0      | 3        | 0           | 1        | 0     | 0        | 0        | 0     | 0        | 3     | 3        | 27.00    | 4.00    |
| 2014      | Lamigo     | 28    | 14    | 1     | 1     | 0        | 7     | 5     | 0        | 3           | .583  | 461   | 107.0    | 121      | 2           | 23       | 0     | 4        | 61       | 5     | 0        | 55    | 46       | 3.87     | 1.35    |
| 2015      | Lamigo     | 19    | 13    | 0     | 0     | 0        | 4     | 3     | 0        | 0           | .571  | 403   | 85.0     | 110      | 8           | 37       | 0     | 2        | 44       | 4     | 0        | 60    | 45       | 4.76     | 1.73    |
| 2016      | 兄弟       | 16    | 0     | 0     | 0     | 0        | 0     | 1     | 0        | 3           | .000  | 99    | 19.1     | 35       | 2           | 6        | 1     | 0        | 9        | 1     | 0        | 21    | 16       | 7.45     | 2.07    |
| TML：2年  | TML：2年   | 46    | 40    | 14    | 6     | 1        | 22    | 10    | 0        | --          | .688  | 1319  | 312.1    | 299      | 12          | 97       | 16    | 6        | 204      | 15    | 1        | 123   | 94       | 2.71     | 1.27    |
| NPB：14年 | NPB：14年  | 301   | 113   | 8     | 5     | 1        | 49    | 49    | 2        | 39          | .500  | 3871  | 885.0    | 944      | 80          | 351      | 15    | 31       | 476      | 33    | 3        | 470   | 413      | 4.20     | 1.50    |
| CPBL：3年 | CPBL：3年  | 63    | 27    | 1     | 1     | 0        | 11    | 9     | 0        | 6           | .550  | 963   | 211.1    | 266      | 12          | 66       | 1     | 6        | 114      | 10    | 0        | 136   | 107      | 4.56     | 1.57    |

### 記録
NPB投手記録
- 初登板：2000年4月2日、対日本ハムファイターズ2回戦（西武ドーム）、4回表1死に2番手で救援登板、1/3回1失点
- 初先発：2000年4月26日、対大阪近鉄バファローズ4回戦（西武ドーム）、3回1/3を4失点で敗戦投手
- 初奪三振：同上、1回表に中村紀洋から見逃し三振
- 初勝利・初先発勝利：2000年5月7日、対日本ハムファイターズ8回戦（西武ドーム）、8回1/3を1失点
- 初完投勝利・初完封勝利：2000年8月11日、対千葉ロッテマリーンズ20回戦（西武ドーム）
- 初ホールド：2005年5月20日、対横浜ベイスターズ1回戦（横浜スタジアム）、7回裏に2番手で救援登板、1回無失点[12]
- 初セーブ：2011年6月12日、対阪神タイガース4回戦（西武ドーム）、7回表2死に4番手で救援登板・完了、2回1/3を無失点[13]

NPB打撃記録
- 初安打：2010年5月25日、対広島東洋カープ2回戦（MAZDA Zoom-Zoom スタジアム広島）、3回表に岸本秀樹から二塁内野安打[14]
- 初打点：同上、4回表に梅津智弘から一塁適時内野安打[14]

その他の記録
- オールスターゲーム出場：1回 （2001年）

### 背番号
- 18 （1998年 - 1999年）
- 17 （2000年 - 2003年）
- 23 （2004年 - 2011年、2024年）
- 00 （2012年 - 2013年）
- 16 （2014年 - 2015年）
- 21 （2016年 - 2017年）
- 91 （2018年 - 2020年、2025年 - ）
- 70 （2021年 - 2023年）

### 登録名
- 許 銘傑（シュウ・ミンチェ）（2000年 - 2010年、2018年 - 2024年）
- ミンチェ（2011年 - 2013年）

### 登場曲
- 「O2 featuring AI」福原美穂
- 「Believe」シェネル

### 代表歴
- 1998年アジア競技大会野球チャイニーズタイペイ代表